# Forsterit
Forsterit ist ein häufig vorkommendes Mineral aus der Mineralklasse der „Silicate und Germanate“. Es kristallisiert im orthorhombischen Kristallsystem mit der chemischen Zusammensetzung Mg2[SiO4] und entwickelt meist tafelige bis prismatische Kristalle, aber auch körnige Aggregate.
Forsterit bildet mit Fayalit sowie mit Tephroit eine lückenlose Mischreihe, deren Zwischenglieder als Olivin bezeichnet werden.

## Etymologie und Geschichte
Erstmals gefunden wurde der Forsterit 1824 am Monte Somma in Italien und beschrieben durch Armand Lévy, der das Mineral nach Adolarius Jacob Forster (1739–1806), einem englischen Mineralsammler und -händler, benannte.

## Klassifikation
In der alten (8. Auflage) und neuen Systematik der Minerale nach Strunz (9. Auflage) gehört der Forsterit zur Abteilung der „Inselsilikate (Nesosilikate)“ und dort zur Olivingruppe, gebildet aus den Mineralen Fayalit, Forsterit, Laihunit, Liebenbergit und Tephroit.
Die überarbeitete 9. Auflage der Strunz’schen Mineralsystematik unterteilt diese Abteilung allerdings präziser nach An- oder Abwesenheit weiterer Anionen und der Koordination der beteiligten Kationen. Der Forsterit steht entsprechend in der Unterabteilung der „Inselsilikate ohne weitere Anionen; mit Kationen in oktahedraler [6] Koordination“ und ist dort immer noch Mitglied der Olivingruppe, die allerdings um die Minerale Glaukochroit und Kirschsteinit erweitert wurde.
Die im englischen Sprachraum gebräuchliche Systematik der Minerale nach Dana ordnet den Forsterit ähnlich wie die neue Strunz’sche Mineralsystematik in die Abteilung der „Inselsilikate: SiO4-Gruppen mit allen Kationen nur in oktahedraler [6]-Koordination“. Die dort ebenfalls anzutreffende Olivingruppe besteht wie in der alten Strunz’schen Systematik aus den Mitgliedern Fayalit, Forsterit, Laihunit, Liebenbergit und Tephroit, allerdings erweitert um den Olivin, für den die Anerkennung durch die IMA/CNMNC noch fehlt.

## Kristallstruktur
Forsterit kristallisiert orthorhombisch in der Raumgruppe Pbnm (Raumgruppen-Nr. 62, Stellung 3) mit den in mehreren Messungen aus dem Jahre 2007 ermittelten Gitterparametern a = 4,80 Å; b = 10,35 Å und c = 6,06 Å sowie vier Formeleinheiten pro Elementarzelle.

## Eigenschaften

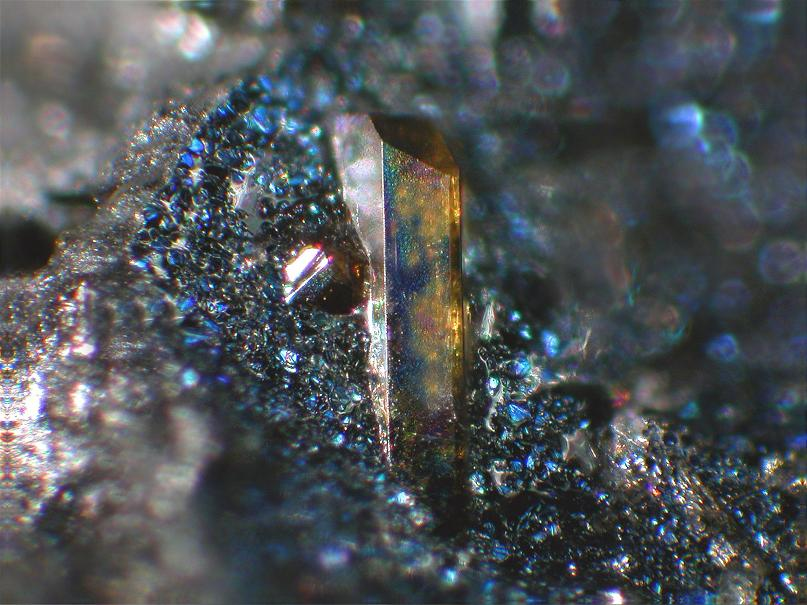
Vielfarbiger Forsterit

Reiner Forsterit ist farblos oder durch Gitterbaufehler bzw. Verunreinigungen grauweiß. In der Natur ist Forsterit allerdings nur selten in reiner Form zu finden, sondern fast immer mit schwankenden Gehalten an Fayalit und/oder Tephroit. Farbgebend sind also die im Fayalit (braun bis schwarz) überwiegenden Eisen-Ionen bzw. die im Tephroit (grau, rot) überwiegenden Mangan-Ionen, die dem Forsterit mit zunehmendem prozentualen Anteil seine von hellgrüner über gelbgrüner und braungrüner bis schwarzgrüner Farbe geben.

## Modifikationen und Varietäten

Molvolumen als Funktion des Drucks bei Zimmertemperatur

Die Verbindung Mg2[SiO4] ist trimorph, kommt also neben dem orthorhombischen Forsterit noch als ebenfalls orthorhombisch, wenn auch mit anderer Raumgruppe und anderen Zellparametern, kristallisierender Ringwoodit (γ-(Mg,Fe)2[SiO4]) und als kubisch kristallisierender Wadsleyit (β-(Mg,Fe)2[SiO4]) vor.
Bei hohem Druck wandelt sich Forsterit durch Phasentransformation in die Hochdruck-Modifikation Wadsleyit um. Unter den Bedingungen, die im oberen Erdmantel herrschen, findet dieser Übergang bei etwa 14 bis 15 GPa statt. In Hochdruckexperimenten kann der Phasenübergang aber mit Verzögerung stattfinden, so dass Forsterit bei Raumtemperatur bis zu fast 50 GPa metastabil bleiben kann (siehe Abbildung).

## Bildung und Fundorte

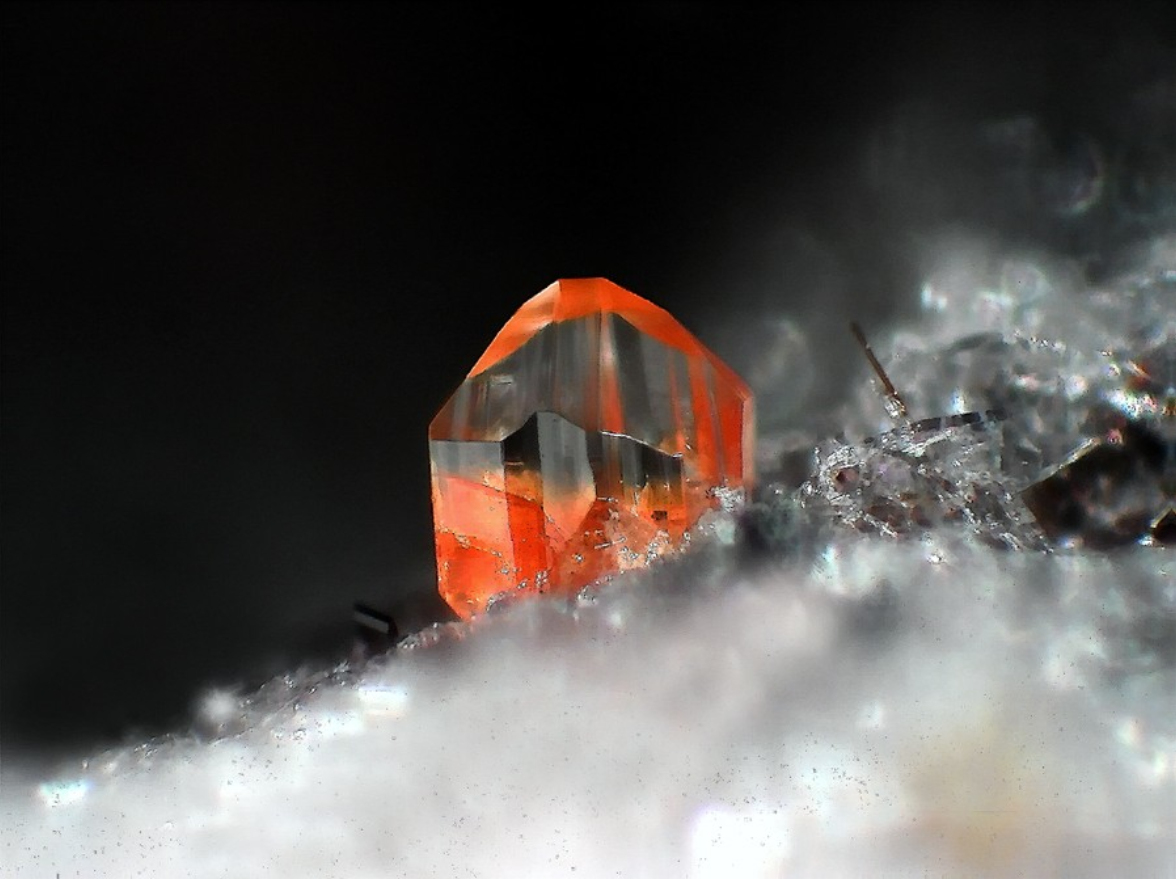
Rötlicher Forsterit mit Anteilen von Tephroit

Forsterit bildet sich in mafischen bis ultramafischen Vulkaniten und in metamorph umgewandelten, dolomitischen Kalksteinen. Dort tritt er in Paragenese mit einer ganzen Reihe von Mineralen wie unter anderem Calcit, Chromit, Dolomit, Enstatit, Korund, Magnetit, Phlogopit, Plagioklas und Spinell auf.
Bisher konnte Forsterit an mehr als 960 Fundorten (Stand: 2014) nachgewiesen werden. Neben seiner Typlokalität Monte Somma wurde Forsterit in Italien noch im Vulture-Gebiet, sowie in Apulien, Latium, Ligurien, der Lombardei, Piemont, auf Sizilien, in Trentino-Südtirol, der Toskana und Umbrien gefunden.
Weitere Fundorte sind Ägypten, Algerien, Angola, Antarktis, Äthiopien, Australien, Bolivien, Botswana, Brasilien, Bulgarien, China, Deutschland, Finnland, Frankreich, Griechenland, Grönland, Indien, Indonesien, Irak, Japan, Kasachstan, Kanada, Kolumbien, Madagaskar, Mexiko, Myanmar, Namibia, Neukaledonien, Neuseeland, Nordkorea, Norwegen, Österreich, Polen, Russland, Schottland (Großbritannien), Schweden, Schweiz, Slowakei, Spanien, Südafrika, Tadschikistan, Tansania, Tschechien, Türkei, Ungarn, Ukraine und die USA.
Im April 2011 meldete ein US-amerikanisches Forscherteam die Entdeckung von Forsteritkristallen in der protostellaren Wolke des Protosterns HOPS-68 mit Hilfe des Spitzer-Weltraumteleskops. Die Wissenschaftler nehmen an, dass das zunächst amorphe Material nahe dem Protostern getempert wird und dabei kristallisiert, bevor es durch Transportvorgänge in den kühleren äußeren Bereich der Staubhülle befördert wird. Auch in anderen kosmischen Umgebungen wurde Forsterit durch Infrarot-Spektroskopie nachgewiesen – so etwa in mehreren Kometen (u. a. Komet Halley, Komet Hale-Bopp), in den Staubhüllen pulsierender Roter Riesen, in Planetarischen Nebeln und in protoplanetaren Scheiben (d. h. entstehenden Planetensystemen).

## Verwendung als Schmuckstein

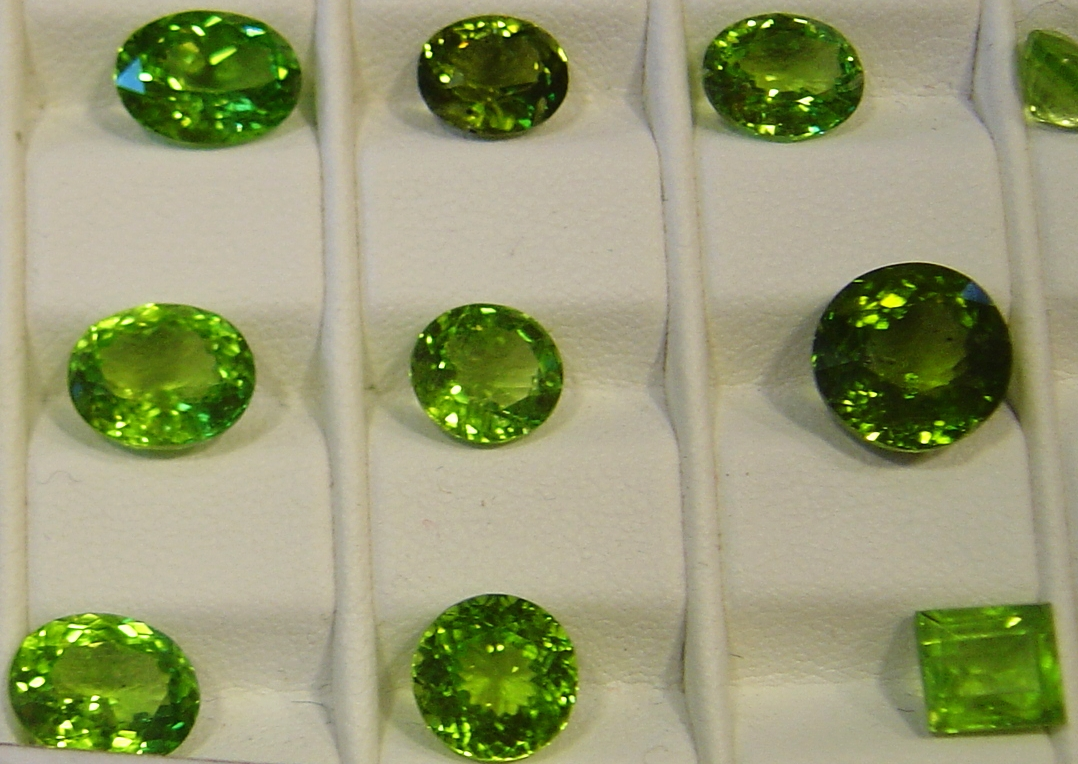
Olivin-Schmucksteine in verschiedenen Facettenschliffen

Die Minerale der Olivingruppe werden bei guter Qualität überwiegend zu Schmucksteinen verarbeitet. Klare Varietäten erhalten dabei meist einen Facettenschliff in unterschiedlicher Form, trübe Varietäten eher einen Cabochon-Schliff. Im Handel sind sie unter der Bezeichnung „Peridot“ oder „Chrysolith“ erhältlich.
Verwechslungsgefahr besteht aufgrund der Farbe vor allem mit Beryll, Chrysoberyll, Demantoid, Diopsid, Prasiolith, Prehnit, Sinhalit, Smaragd, Turmalin und Vesuvianit.

### Manipulationen und Imitationen
Um farbschwache Steine aufzuwerten, werden ihnen in Ring- oder Anhängerfassungen gelegentlich eine grüne Folie untergelegt. Auch Imitationen aus gefärbtem Glas oder synthetischem Korund bzw. Spinell werden von unseriösen Händlern als Peridot ausgegeben. Im Gegensatz zu diesen ist der Forsterit bzw. seine Mischkristalle an der starken Doppelbrechung zu erkennen, die bei der Sicht durch dickere, facettierte Steine an der Verdopplung der unteren Facettenkanten auch ohne Lupe zu erkennen ist.